# Muadelet Tibet
Muadelet Tibet (* 1. Januar 1918 in Istanbul; † 16. Juni 1989 ebenda) war eine türkische Schauspielerin.

## Leben und Karriere
Tibet begann ihre Karriere in den 1940er-Jahren. Sie spielte in mehr als 30 Filmen und Serien mit. Zu ihren bekanntesten Filmen zählen Çöpçüler Kralı, Acı Hayat Bir Yudum Sevgi und Doktor Civanım.
Muadelet Tibet verstarb im Alter von 71 Jahren und wurde auf dem Feriköy-Friedhof in Istanbul beigesetzt.

## Filmografie (Auswahl)
- 1940: Şehvet Kurbanı
- 1954: Bar Kızı
- 1955: Uçan Daireler İstanbul'da
- 1971: Solan Bir Yaprak Gibi
- 1971: Ali Cengiz Oyunu
- 1972: Cemo
- 1972: Damdaki Kemancı
- 1972: Utanç
- 1973: Kaderimiz
- 1976: Her Gönülde Bir Aslan Yatar
- 1981: Bir Damla Ateş
- 1986: Dikenli Yol
- 1986: Sen Türkülerini Söyle
- 1987: Hasret
- 1988: Emanet-2